# Saxaulhäher (Art)

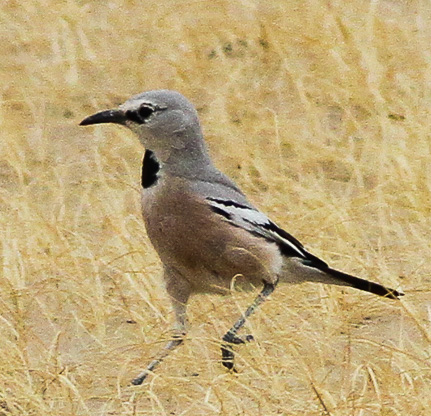
Saxaulhäher bei der Nahrungssuche am Boden

Der Saxaulhäher (Podoces panderi) ist eine in Zentralasien vorkommende Rabenvogelart (Corvidae). Das Artepitheton ehrt den deutschbaltischen Zoologen Christian Heinrich Pander. Im englischen Sprachgebrauch wird die Art deshalb als Pander’s Ground Jay bezeichnet, gebräuchlich ist ebenfalls Turkestan Ground-Jay.

## Merkmale
Saxaulhäher erreichen eine Körperlänge von ca. 25 Zentimetern und ein Gewicht von 87 bis 85 Gramm. Ein Geschlechtsdimorphismus besteht nicht. Die Gefiederfarbe von Kopf, Nacken und Oberseite ist ein helles Beige. Auf der Unterseite geht die Beigetönung zuweilen in ein helles Rosa über. Der schwarze Zügel zieht sich vom Schnabelansatz bis zum Auge. Auf der Kehle befindet sich ein großer schwarzer Fleck, der bis zur Brust reicht. Über die Flügel ziehen sich schwarze und weiße Bänder. Die Steuerfedern sind schwarz, Beine und Füße hellgrau. Der dunkelgraue Schnabel ist leicht herabgebogen, die Iris ist schwarzbraun. Jungvögeln fehlen der schwarze Kehlfleck und der schwarze Zügel. Sie sind außerdem insgesamt heller gefärbt.

## Ähnliche Arten
Die Schwesterart, der Pleskehäher (Podoces pleskei) ähnelt farblich und zeichnungsmäßig dem Saxaulhäher stark und zeigt ebenfalls einen schwarzen Brustfleck und einen kurzen Zügel. Da der Pleskehäher im Iran endemisch vorkommt, besteht im Freiland keine Verwechselungsgefahr der beiden Arten.

## Verbreitung und Lebensraum
Der Saxaulhäher kommt ausschließlich in Wüsten- und Steppengebieten in Turkmenistan, Usbekistan und Kasachstan vor. Es werden zwei Unterarten geführt. Die Nominatform Podoces panderi panderi ist in Turkmenistan und Usbekistan heimisch, Podoces panderi ilensis besiedelt ein isoliertes Gebiet südlich des Balchaschsees in Kasachstan.

## Lebensweise
Der Saxaulhäher sucht seine Nahrung oftmals in kleinen Gruppen überwiegend im sandigen Boden. Bevorzugt werden Samen gefressen, zuweilen auch Insekten oder kleine Reptilien. Überschüssige Nahrung wird im Sand vergraben. Der Gesang ist ein klares Lied hoher Töne, das von leicht erhöhter Warte vorgetragen wird, besonders am frühen Morgen oder am Abend. Bei Gefahr lässt der Vogel einen lauten ki-ki-ki-ki-Ruf erschallen.
Das Brutverhalten der Art wurde von einem Forscherteam 2020 mit Hilfe standardisierter Nestkameras in Usbekistan untersucht und protokolliert. Die Nester wurden relativ niedrig, in Höhen zwischen 15 und 143 Zentimetern angelegt. Zwei Gehölzarten, Saxaul-Sträucher und das strauchig wachsende  Knöterichgewächs Calligonum wurden bevorzugt als Neststandort gewählt. Ab Februar bauen beide Partner ein Tassennest in einem Strauch aus miteinander verbundenen Zweigen und einem unvollkommenen Dach. Es wird hauptsächlich mit Tierhaaren ausgekleidet. Die Eier wurden im April und Mai abgelegt, die durchschnittliche Belegung ergab ca. fünf Eier pro Nest. Die Inkubationsperiode beträgt 16 bis 19 Tage und die Nestlings-Periode etwa 17 Tage. Während das Weibchen brütet, wird es vom Männchen mit Nahrung versorgt. Beide Elternteile füttern die Küken nach dem Schlüpfen.
Viele Nester werden ausgeraubt, wobei Rotfuchs (Vulpes vulpes), Wüstenwaran (Varanus griseus), Asiatische Wildkatze (Felis lybica ornata), die Diademnatter Spalerosophis diadema sowie der Eigentliche Langohrigel (Hemiechinus auritus) mit Hilfe der Kameras als Hauptnesträuber ermittelt wurden. Weitere von früheren Beobachtungen bekannte Nesträuber sind Baummarder (Martes martes), Steppeniltis (Mustela eversmanii), Karakal (Caracal caracal), Wiesenweihe (Circus pygargus) sowie Adler, Raben und Krähen.

## Bestand und Gefährdung
Der Saxaulhäher ist in seinen Vorkommensgebieten zwar im Rückgang begriffen, wird jedoch von der Weltnaturschutzorganisation IUCN weiterhin als „least concern = nicht gefährdet“ geführt. Aufgrund von zunehmender Landwirtschaft, Überweidung, Bergbau und illegalem Sammeln von Saxaul-Gehölzen zu Heizzwecken sowie Wasserleitungs- und Straßenbau werden die Lebensräume der Art bedroht. Der Saxaulhäher wird zwar auf der nationalen roten Liste von Kasachstan als gefährdet eingestuft, nicht jedoch in Usbekistan und Turkmenistan.